# Museo Vicente Pallotti
El Museo Vicente Pallotti está ubicado en la Avenida Presidente Vargas, 115 en Santa Maria, Rio Grande do Sul en Brasil. Las visitas deben ser programadas con antelación.

## Salas
El museo tiene muchas habitaciones, con gran énfasis en el ámbito de la paleontología, con fósiles de geoparque de paleorrota. 
1. Mineralogía.
2. Zoología.
3. Cueros y otros.
4. Aves.
5. Serpientes, insectos y peces.
6. Paleontología.
7. Material de guerra.
8. Arqueología.

## Historia
En el año 1935, el Distrito de Valle-Venecia, el Padre José Pivetta y el Padre Valentim Zamberlan, los expertos comenzaron taxidermia en el Museo empalhando un coatí, que ya es parte de la misma colección. 
En 1959, por falta de espacio en el Valle de Venecia, fue el traslado al Colegio, en Santa Maria. Además, en 1964, el sacerdote Daniel Cargnin, la apertura de un museo en la escuela, la recogida de diversos objetos y fósiles de geoparque paleorrota. El día siete de enero de 1965, el museo recibió el primer fósil, excavado en la famosa colina de Alemoa, cerca de la ciudad de Santa Maria. A partir de esta fecha, su crecimiento se ha hecho famoso, sobre todo gracias a los esfuerzos de Daniel Abraham y Cargnin. Los años 1972 a 1994, el museo de los sacerdotes recibió varias donaciones de Marazion y la comunidad en general y las colecciones de los sitios: arqueológicos y paleontológicos. Durante estos años, el Museo Vicente Pallotti se ha convertido en un gran depósito de los objetos, y por esta razón, toda la colección se encontraba en condiciones precarias. Luego, en 1994, con el fin de resolver el problema estructural del museo se dio su primera fase de organización que se extendió hasta el año 1998, con mucho esfuerzo y varios intentos, fue bien recibido algunas mejoras. En 1998, se empezó a trabajar en la segunda fase de la organización.